# Ancienne synagogue de Ségovie
 (septembre 2024).
L'Ancienne synagogue principale (en espagnol : Antigua Sinagoga Mayor) est une ancienne synagogue, située dans l'ancien quartier juif de Ségovie, en Castille-et-León, en Espagne. Le bâtiment médiéval a été utilisé comme synagogue de 1373 jusqu'en 1410 ; comme église catholique, appelée église du Corpus Christi, rattachée à un couvent des religieuses de l'ordre de Sainte-Claire à partir de 1419. Presque entièrement détruite dans un incendie en 1899, elle fut ensuite restaurée comme église.

## Histoire
La construction de l'ancienne synagogue principale a lieu vers le milieu du XIVe siècle. À partir du XVe siècle, elle est confisquée par les autorités et transformée en église en 1419, dédiée au Corpus Christi. En 1421, l'évêque de Ségovie cède le bâtiment et les locaux au monastère de Santa María de Párraces. Le monastère le vend à son tour à deux frères, Manuel et Antonio del Sello, qui le transforment en couvent pour les Sœurs de la Pénitence. L'ancienne synagogue fait toujours partie de ce couvent.

## Architecture
L'entrée de la synagogue ne se fait pas directement depuis la rue, mais par une cour. Sa salle de prière du XIVe siècle est de forme rectangulaire, à laquelle furent ajoutés plus tard, lors de sa transformation en église, l'autel principal et le chœur, divisé en trois nefs par deux rangées de cinq arcs outrepassés chacune, dans le style mudéjar. Les piliers qui soutiennent ces arcs sont de forme octogonale et possèdent de grands chapiteaux à décor végétal. Au-dessus de chacune des deux arcades une arcade plus petite relie les deux grandes arches  au sommet de la nef. En 1899, un incendie détruisit complètement le bâtiment.
Son aspect actuel est le résultat de travaux de restauration qui ont eu lieu à partir de 1902 et la dernière en 2004, lorsque les plâtres originaux des chapiteaux ont été restaurés. La reconstruction a été possible grâce à la découverte de petits fragments des chapiteaux originaux, ce qui a rendu possible la reproduction. En face de l'entrée est accroché un tableau de Vicente Cutanda intitulé Miracle dans la synagogue (Milagro en la sinagoga), peint en 1902.

## Galerie

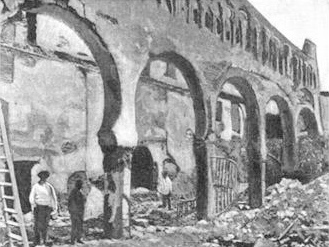
L'ancienne synagogue et église après l'incendie de 1899
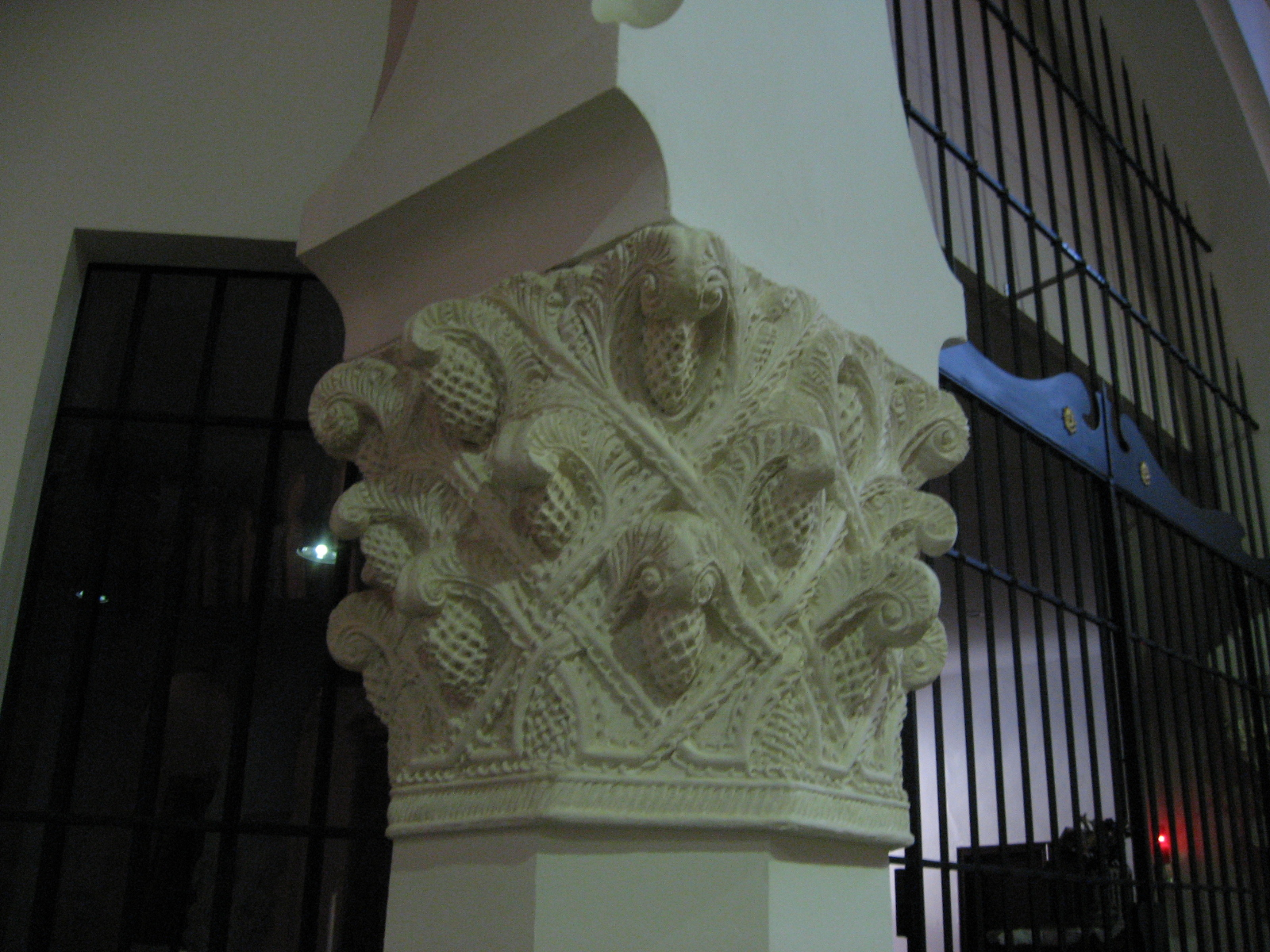
Chapiteaux à motifs végétaux, restaurés à la fin du XXe siècle

## Source de traduction
- (en) Cet article est partiellement ou en totalité issu de l’article de Wikipédia en anglais intitulé « Old main synagogue, Segovia » (voir la liste des auteurs).